# Jonathan Haze
Jonathan Haze (n. 1 aprilie 1929, Pittsburgh, Pennsylvania, SUA – d. 2 noiembrie 2024) a fost un actor american.